# 黄达 (经济学家)
黄达（1925年2月22日—2023年2月18日），男，天津人，中国经济学家，曾任中国人民大学校长。

## 生平
黄达生于天津。早年就读于华北联合大学，1991年11月至1994年6月任中国人民大学校长。
2023年2月18日于北京去世。